# John de Lancie
John de Lancie   (Filadèlfia, 20 de març de 1948) és un actor estatunidenc, conegut sobretot pel seu paper com a Q en diverses sèries de Star Trek, començant amb Star Trek: La nova generació el 1987 i fins a la tercera temporada de Star Trek: Picard el 2023.
El primer paper televisiu de De Lancie va ser a Captains and the Kings el 1976. Els seus altres papers en sèries de televisió inclouen Eugene Bradford a Days of Our Lives (1982–1986; 1989–1990), Frank Simmons a Stargate SG-1 (2001–2002), Donald Margolis a Breaking Bad (2009–2010), Agent Allen Shapiro a Torchwood (2011), així com la veu de Discord a My Little Pony: Friendship Is Magic (2011–2019).
De Lancie es va convertir en un activista secular declarat i va ser un dels ponents destacats al Reason Rally del 2016 i a la CSICon 2019.

## Primers anys de vida i educació
De Lancie va néixer a Filadèlfia, Pennsilvània el 20 de març de 1948, un dels dos fills de John de Lancie (1921–2002), oboè principal de l'Orquestra de Filadèlfia del 1954 al 1977, i Andrea de Lancie (3 de juliol de 1920 - 18 d'octubre de 2006). La seva mare era francesa. Els seus pares es van conèixer a París. Té una germana.
De petit, li van diagnosticar dislèxia i va tenir dificultats per llegir durant els seus anys escolars. No va aprendre a llegir fins als 12 anys. Un dels seus professors va recomanar que els seus pares l'animessin a considerar una carrera com a actor. Va començar a actuar al voltant dels 14 anys, participant en una producció de l'institut de l'obra Enric V de William Shakespeare. Va estudiar interpretació a la Universitat Estatal de Kent (hi va assistir durant els tiroteigs de Kent State del 4 de maig de 1970) i va obtenir una beca per a la Juilliard. Va actuar en nombroses produccions teatrals, en llocs com l'American Shakespeare Festival i el Mark Taper Forum, i va establir una reeixida carrera en cinema i televisió.

## Carrera d'actor

### Carrera de cinema i televisió

#### Star Trek
De Lancie va interpretar el personatge gairebé omnipotent Q a Star Trek: La nova generació (1987–1994), i en episodis de diverses sèries posteriors de Star Trek que van tenir lloc durant aquella època. Q, conegut per la seva personalitat caòtica i entremaliada, és un dels pocs personatges que apareixen en diverses sèries de la franquícia: vuit episodis de Star Trek: La nova generació ("Trobada a Farpoint", "El joc d'en Q", "Què Q?", "El déja Q", "Qpido", "Q de veritat", "Mosaic", "Totes les coses bones..."), un episodi de Star Trek: Deep Space Nine ("Q-Less"), tres episodis de Star Trek: Voyager ("Desig de mort," "La guerra dels Q," "Q2"), i un episodi de Star Trek: Lower Decks ("Veritas"). El fill de De Lancie Keegan de Lancie va aparèixer amb el seu pare com a Q Junior en un episodi de Star Trek: Voyager ("Q2").
La meva popularitat és molt desproporcionada respecte a la quantitat de vegades que realment vaig sortir a la sèrie. ... És una arma de doble tall. Mai vaig participar de les recompenses econòmiques de la sèrie en termes de ser un habitual, simplement hi entrava i un cop l'any feia una sèrie. 
Inicialment, de Lancie estava massa ocupat per fer una audició per al paper de Q, però Gene Roddenberry (a qui no coneixia) va organitzar una segona oportunitat. De Lancie va reconèixer que, tot i que Star Trek només era una petita part de la seva carrera, li va obrir portes. En una entrevista del 2012, va dir que recordava la seva audició original, després de la qual Roddenberry es va acostar a ell, li va picar a l'espatlla i li va dir: "Fas que la meva escriptura soni millor del que és".
L'abril de 2021 es va anunciar que de Lancie repetiria el seu paper de Q a la segona temporada de Star Trek: Picard. Posteriorment va aparèixer en diversos episodis de les temporades dos i tres.

#### Videojocs
De Lancie va posar la veu a Antonio Malochio a Interstate '76, a Trias a Planescape: Torment, al Dr. Death a Outlaws, a William Miles a Assassin's Creed: Revelations i Assassin's Creed III, a Fitz Quadwrangle a Quantum Conundrum, i a Q tant al joc de pinball Star Trek: The Next Generation com al joc per a mòbil Star Trek Timelines, i va interpretar Q a Star Trek: Borg. A més, va posar veu a l'emperador humà a Master of Orion: Conquer the Stars. També va posar veu a Alarak a StarCraft 2: Legacy of the Void i va repetir el paper per a Heroes of the Storm. Més recentment, va posar veu a Geist, el líder dels templers a l'expansió XCOM 2 War of the Chosen. Va posar la veu al mag narrador de Popup Dungeon. També va posar la veu a l'heroi de Dota 2 Ringmaster, llançat l'agost de 2024..

### Teatre

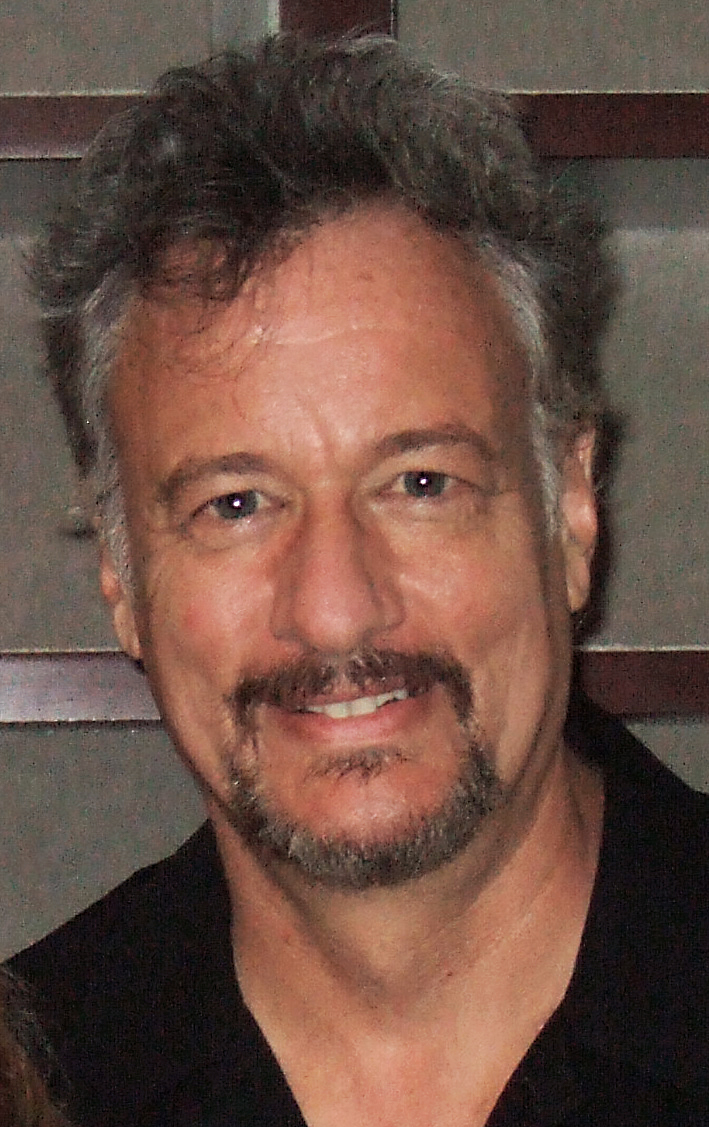
De Lancie en una actuació el 2007

De Lancie és un exmembre de l'American Shakespeare Festival, la Seattle Repertory Company, la South Coast Repertory, el Mark Taper Forum i l'Old Globe (on va interpretar Resurrection Blues d'Arthur Miller). Va actuar i dirigir per a Los Angeles Theater Works, la branca productora de KCRW-FM i National Public Radio, on es va originar la sèrie The Play's the Thing.
De Lancie va copresentar i va aparèixer a Star Trek: The Music, una gira teatral, amb el seu company actor Robert Picardo, que va interpretar el Doctor a Star Trek: Voyager. De Lancie i Picardo narren al voltant de l'actuació orquestral, explicant la història de la música a Star Trek. Va interpretar Pierre Curie a l'obra de teatre d'Alan Alda Radiance: The Passion of Marie Curie el 2001 al Geffen Theater de Los Angeles. De Lancie va organitzar els concerts infantils al Walt Disney Concert Hall durant el Temporada 2003–04; el 2005, va presentar la sèrie infantil de l'Orquestra Filharmònica de Los Angeles.

### Doblatge
Conegut pel seu estil de parlar distintiu, de Lancie va prestar la seva veu a diversos projectes. A My Little Pony: Friendship Is Magic va posar la veu a Discord, un personatge recurrent. Discord es va inspirar en Q com un ésser omnipotent que encarna la malícia i el caos, però que és genuïnament bondadós i ocasionalment ajuda els herois de la sèrie; una altra connexió amb Q és que Discord sovint utilitza menys contracció en el seu vocabulari. Discord es descriu millor com un antiheroi, també similar a Q. Inicialment, Lauren Faust volia contractar algú que pogués personificar de Lancie, però Hasbro va suggerir que contractés el mateix de Lancie. Irònicament, de Lancie ha declarat en una entrevista que, en preparació per al seu paper com a Discord, no es va basar en la seva experiència passada com a Q. De Lancie va esmentar durant un panell d'una convenció del 2013 que les seves gravacions de veu de Discord estan lleugerament accelerades i perden el seu so de greus profunds. No obstant això, els fans van elogiar de Lancie per la seva actuació. Segons Jim Miller a The Art of Equestria, les sessions de De Lancie sempre es fan per telèfon, però la seva primera sessió com a Discord va ser gravada en vídeo.
Els seus altres papers animats en televisió van incloure The Angry Beavers, Extreme Ghostbusters, Invader Zim, Duck Dodgers, Max Steel, Duckman, Young Justice, i DC Super Hero Girls com a Mr. Freeze.

### Escriptura
De Lancie va coescriure la novel·la Star Trek I, Q amb Peter David, i també va coescriure la novel·la Soldier of Light (amb Tom Cool). Va escriure la història de còmic de DC The Gift. El 1996, juntament amb Leonard Nimoy i l'escriptor i productor Nat Segaloff, de Lancie va formar i gravar Alien Voices, una col·lecció de drames d'àudio basats en històries clàssiques de ciència-ficció i fantasia, com ara La màquina del temps i El món perdut.

### Música
De Lancie ha actuat com a narrador amb diverses orquestres importants, com ara la Filharmònica de Nova York, la Filharmònica de Los Angeles, l'Orquestra de Filadèlfia, l'Orquestra Simfònica de Sydney, l'Orquestra Simfònica Nacional, l'Orquestra Simfònica de Montreal i la Simfonia de Nova Escòcia. Va proporcionar la narració per a l'estrena mundial de The Sneetches and Other Stories de Lorenzo Palomo (basada en el llibre del Dr. Seuss) amb l'Oberlin Conservatory Orchestra. Va escriure i dirigir deu obres simfòniques, que es van produir amb les orquestres de Milwaukee, St. Paul Chamber, Ravinia, Los Angeles i Pasadena.
De Lancie va ser l'escriptor, director i presentador de "First Nights", una sèrie de concerts per a adults al Walt Disney Concert Hall amb la Filharmònica de Los Angeles, basada lliurement en el llibre del mateix nom de Thomas Forrest Kelly, que explorava la vida i la música de Stravinsky, Beethoven, Mahler, Schumann i Prokofiev. El 2006, de Lancie va debutar com a director d'òpera amb l'Atlanta Opera interpretant "Tosca" de Giacomo Puccini del 18 al 21 de maig.
El setembre de 2019, de Lancie va narrar com a "Forever of the Stars" a les primeres actuacions en directe de l'àlbum conceptual de ciència-ficció d'Ayreon Into the Electric Castle.

### Documental
Mentre era a l'escenari de la ComicCon d'Ottawa de 2012, de Lancie va anunciar que havia fet plans per coproduir un documental sobre els "bronies" (fans adults, generalment adolescents i homes de My Little Pony: Friendship Is Magic). Va dir que es va sorprendre per la falta de respecte que els mitjans de comunicació nacionals van retratar els fans dels Brony. Va iniciar una campanya de Kickstarter per ajudar a finançar el documental, que des de llavors es va titular Bronies: The Extremely Unexpected Adult Fans of My Little Pony. La campanya va començar el 13 de maig de 2012 i, el 10 de juny, havia arribat als 322.022 dòlars, convertint-se en el segon projecte cinematogràfic més finançat per Kickstarter de tots els temps.

## Vida personal
De Lancie està casat amb Marnie Mosiman, amb qui té dos fills: Keegan (n. 1984) i un fill petit (n. 1987).
De Lancie és un mariner experimentat que passa temps a l'Oceà Pacífic, que segons ell "de vegades implica experiències molt terrorífiques".
És amic de fa temps de la seva companya Star Trek i exalumna Kate Mulgrew. també és bon amic de l'actor de MacGyver i Stargate SG-1 Richard Dean Anderson, amb qui ha aparegut en episodis d'ambdues sèries, i a la sèrie de televisió de 1995 Legend.

### Activisme secular
Criat per pares seculars, de Lancie és un defensor de l'ateisme i l'humanisme. De la seva educació en una escola religiosa a Filadèlfia, recorda haver associat la religió amb la manipulació. En lloc de desenvolupar una perspectiva religiosa, va quedar fascinat per un món en constant canvi: "Em pregunto si una de les coses que hi ha al centre de creure en Déu, o no, té a veure amb el canvi. He après a acceptar el canvi. Personalment, m'encanta llegir la secció de ciència del diari cada matí. Estic meravellat per la curiositat il·limitada de la humanitat".
El 4 de juny de 2016, es va dirigir als participants del Reason Rally a Washington, D.C.. Parlant en referència al seu personatge de Star Trek Q, va dir:
| « | Em dic John de Lancie i sóc un déu. Almenys, n'he interpretat un a a la televisió. I estic aquí per dir-vos, com a déu, que vaig ser creat pels humans. I les paraules que vaig pronunciar van ser escrites per homes i dones... Els meus creadors van tenir molta cura d'exaltar-me a la posició que ocupo avui. I igual que tots els déus abans que jo —Zeus, Baal, Yahvé— els meus déus creadors volien que creguéssiu que jo sóc l'omnipotent. L'alfa i l'omega. ... A dir la veritat, ... No existeixo més que els milers d'altres déus que els humans han creat, adorat i pels quals han mort des del principi dels temps. ... Però si insistiu a creure en mi, ho feu sota el vostre propi risc. ... Us conduiré pel camí de la ignorància, la intolerància i la intolerància. ... Tot perquè hi creieu. | » |

El 14 de juliol de 2017, de Lancie va assistir a la inauguració d'una estàtua de Clarence Darrow al jutjat del comtat de Rhea, Dayton, Tennessee, el lloc del Judici Scopes el 1925, on Darrow havia argumentat a favor de l'ensenyament de l'evolució i l'educació secular.

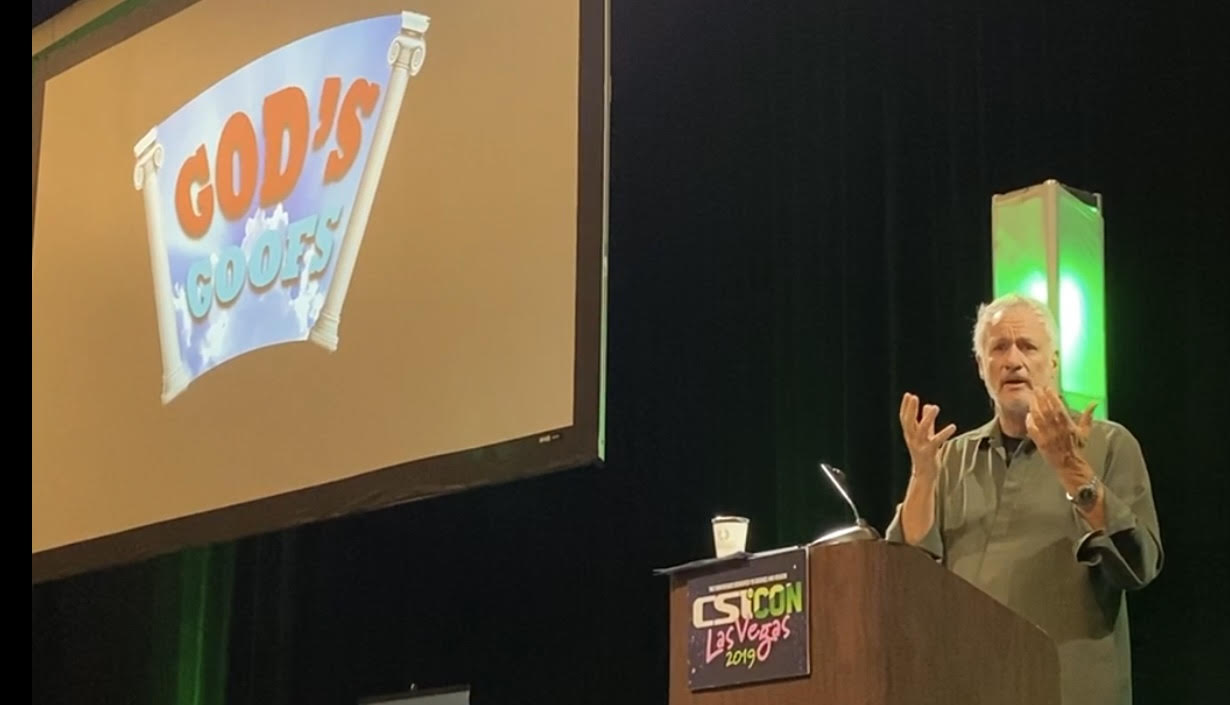
De Lancie parlant a la CSICon 2019

L'octubre de 2019, de Lancie va ser un dels ponents destacats a la conferència anual del Center for Inquiry, CSICon. A la conferència va anunciar dos nous projectes. El primer, una sèrie animada, titulada God's Goofs, pretén assenyalar que el disseny intel·ligent és absurd. El segon projecte és una obra de teatre basada en l'històric judici sobre disseny intel·ligent de 2005 a Dover (Pennsilvània), la primera impugnació directa presentada als tribunals federals dels Estats Units que posava a prova una política de districte escolar públic que exigia l'ensenyament del disseny intel·ligent.

## Filmografia

### Cinema
| Any  | Títol                                                          | Paper                     | Notes                   |
| ---- | -------------------------------------------------------------- | ------------------------- | ----------------------- |
| 1977 | SST Death Flight                                               | Bob Connors               |                         |
| 1979 | The Onion Field                                                | Lloctinent LAPD #2        |                         |
| 1990 | Males influències (Bad Influence)                              | Howard                    |                         |
| 1990 | Taking Care of Business                                        | Ted Bradford Jr.          |                         |
| 1991 | El rei pescador (The Fisher King)                              | TV Executive              |                         |
| 1992 | The Hand that Rocks the Cradle                                 | Dr. Victor Mott           |                         |
| 1993 | Arcade                                                         | Difford                   |                         |
| 1993 | Fearless                                                       | Jeff Gordon               |                         |
| 1994 | Without Warning                                                | Barry Steinbrenner        | Telefilm                |
| 1995 | Evolver                                                        | Russell Bennett           |                         |
| 1996 | Els meus dobles, la meva dona i jo (Multiplicity)              | Ted                       |                         |
| 1997 | Trekkies                                                       | Ell mateix                |                         |
| 1998 | Saving Private Ryan                                            | Letter-Reader             | Veu No surt als crèdits |
| 1998 | You Lucky Dog                                                  |                           |                         |
| 1999 | Final Run                                                      | George Bouchard           |                         |
| 2000 | Woman on Top                                                   | Alex Reeves               |                         |
| 2000 | Gen¹³                                                          | Coronel John "Jack" Lynch | Veu                     |
| 2001 | Nicolas                                                        | Dr. Fisher                |                         |
| 2001 | Consellera matrimonial (Good Advice)                           | Ted                       |                         |
| 2002 | The Big Time                                                   |                           |                         |
| 2007 | En algun racó de la memòria (Reign Over Me)                    | Nigel Pennington          |                         |
| 2007 | Teenius                                                        | Director Senseman         |                         |
| 2008 | My Apocalypse                                                  | Nathan Eastman            |                         |
| 2008 | Pathology                                                      | Dr. Quentin Morris        |                         |
| 2009 | Crank: High Voltage                                            | Fish Halman               |                         |
| 2009 | Gamer                                                          | Chief of Staff            |                         |
| 2013 | Bronies: The Extremely Unexpected Adult Fans of My Little Pony | Ell mateix                | Co-productor            |
| 2015 | Visions                                                        | Victor Napoli             |                         |
| 2017 | Olaf's Frozen Adventure                                        | Mr. Olsen                 | Veu Featurette          |
| 2018 | Buttons: A Christmas Tale                                      | Johnson                   |                         |
| 2024 | Identiteaze                                                    | Steve                     |                         |

### Televisió
| Any                  | Títol                               | Paper                          | Notes                                     |
| -------------------- | ----------------------------------- | ------------------------------ | ----------------------------------------- |
| 1977                 | Barnaby Jones                       | Grady                          | Episodi: "Terror on a Quiet Afternoon"    |
| 1977                 | McMillan & Wife                     | Powell                         |                                           |
| 1977                 | SST: Death Flight                   | Bob Connors                    | Telefilm                                  |
| 1977–1978            | The Six Million Dollar Man          | Diversos personatges           |                                           |
| 1978–1979            | Emergency!                          | Dr. Neil Colby/Dr. Deroy       | 3 episodis                                |
| 1978                 | The Bastard                         | Lt. Stark                      |                                           |
| 1979                 | Battlestar Galactica                | Oficial                        | Episodi: "Experiment in Terra"            |
| 1981                 | It's a Living                       | Tom Morton                     | Episodi: "The Wedding"                    |
| 1981                 | Nero Wolfe                          | Tom Irwin                      | Episodi: "Might as Well Be Dead"          |
| 1982–1986, 1989–1990 | Days of Our Lives                   | Eugene Bradford                |                                           |
| 1983                 | The Thorn Birds                     | Alastair MacQueen              | Miniseries                                |
| 1986                 | Gone to Texas                       | John Van Fossen                | Telefilm                                  |
| 1986                 | Knight Power                        | J. Woolington Sham             | Voice, episode: "No More Mister Ice Guy"  |
| 1986                 | La Dimensió Desconeguda             | The Dispatcher                 | Episodi: "Dead Run"                       |
| 1986                 | MacGyver                            | Brian Ashford                  | Episodi: "The Escape"                     |
| 1986                 | S'ha escrit un crim                 | Binky Holborn                  | Episodi: "If the Frame Fits"              |
| 1987–1994            | Star Trek: La nova generació        | Q                              | 8 episodis                                |
| 1988                 | Trial and Error                     | Bob Adams                      | Repartiment regular                       |
| 1988                 | Mission: Impossible                 | Matthew Drake                  | Episodi: "The Killer"                     |
| 1988                 | Hooperman                           | Lucius Cain                    | Episodi: "High Noon"                      |
| 1989                 | Get Smart, Again!                   | Major Preston Waterhouse       | Sense acrditar                            |
| 1989                 | The Nutt House                      | Norman Shrike                  | Episodi: "Pilot"                          |
| 1991                 | L.A. Law                            | Mark Chelios                   | Episodi: "The Beverly Hill Hangers"       |
| 1993                 | Star Trek: Deep Space Nine          | Q                              | Episodi: "Q-Less"                         |
| 1993                 | Batman: The Animated Series         | Eagleton                       | Voice, 2 episodis                         |
| 1993                 | Time Trax                           | Gandolf Reicher                | Episodi: "Beautiful Songbird"             |
| 1993                 | Matlock                             | Dr. Albert Levinson            | Episodi: "The Haunted"                    |
| 1994                 | Without Warning                     | Barry Steinbrenner             | Telefilm                                  |
| 1995                 | Legend                              | Janos Bartok                   |                                           |
| 1996                 | Picket Fences                       | District Attorney              | Episodi: "Three Weddings and a Meltdown"  |
| 1996                 | Touched by an Angel                 | Justinian Jones                | Episodi: "Jones vs. God"                  |
| 1996–1997            | The Real Adventures of Jonny Quest  | Dr. Quest                      | Voice, 17 episodis                        |
| 1996–2001            | Star Trek: Voyager                  | Q                              | 3 episodis                                |
| 1997                 | Duckman                             | Tyler Fitzgerald               | Episodi: "From Brad to Worse"             |
| 2000                 | The Angry Beavers                   | The Yak in the Sack            | Vru, episodi: "Yak in the Sack"           |
| 2000                 | The Outer Limits                    | Donald Finley                  | Episodi: "The Gun"                        |
| 2000                 | The West Wing                       | Al Kiefer                      | 2 episodis                                |
| 2000                 | Sports Night                        | Bert Stors                     | Episodi: "April is the Cruelest Month"    |
| 2001–2002            | Andromeda                           | Sid Barry alias Sam Profitt    | 2 episodis                                |
| 2001–2002            | Stargate SG-1                       | Frank Simmons, Goa'uld         | 5 episodis                                |
| 2001–2002            | Max Steel                           | L'Etranger Military Base Guard | Voice 3 episodis                          |
| 2001                 | Special Unit 2                      | King of the Links              | Episodi: "The Eve"                        |
| 2001                 | The Practice                        | Walter Bannish                 |                                           |
| 2002                 | Crossing Jordan                     | Medical Examiner Thaxton       | Episodi: "Payback"                        |
| 2002                 | Dan Dare: Pilot of the Future       | Gerard Hamilton                | Voice, 2 episodis                         |
| 2003                 | Judging Amy                         | Dr. Eagan                      | Episodi: "Picture of Perfect"             |
| 2003                 | Duck Dodgers                        | Sinestro                       | Veu, episodi: "The Green Loontern"        |
| 2004                 | NYPD Blue                           | Scott Garvin                   | Episodi: "Divorce Detective Style"        |
| 2004–2005            | Charmed                             | Odin                           | 4 episodis                                |
| 2005                 | The Closer                          | Dr. Dawson                     | Episodi: "Flashpoint                      |
| 2005                 | Invader Zim                         | Agent Darkbootie               | Voice, 2 episodis                         |
| 2008                 | The Unit                            | Elliott Gillum                 | Episodi: "Dancing Lessons"                |
| 2009                 | Greek                               | Ell mateix                     | Episodi: "The Dork Knight"                |
| 2009–2010            | Breaking Bad                        | Donald Margolis                | 4 episodis                                |
| 2011                 | Law & Order: LA                     | Jutge Avery Staynor            | Episodi: "Carthay Circle"                 |
| 2011                 | Franklin & Bash                     | Gallen                         | Episodi "Bachelor Party"                  |
| 2011                 | Torchwood: Miracle Day              | Agent Allen Shapiro            | 3 episodis                                |
| 2011                 | Young Justice                       | Mister Twister                 | Voice, episodi: "Welcome to Happy Harbor" |
| 2011–2019            | My Little Pony: Friendship Is Magic | Discord                        | Voice, 24 episodis                        |
| 2012                 | NTSF:SD:SUV::                       | Leonardo da Vinci              | Episodi: "Time Angels"                    |
| 2012                 | The Secret Circle                   | Royce Armstrong                | Episodi: "Crystal"                        |
| 2014                 | The Mentalist                       | Edward Feinberg                | Episodi: "Silver Wings of Times"          |
| 2014                 | CSI: Crime Scene Investigation      | General Robert Landsdale       | Episodi: "Boston Brakes"                  |
| 2015                 | The Librarians                      | Mephistopheles                 | Episodi: "And the Infernal Contract"      |
| 2016                 | Justice League Action               | Brainiac                       | Voice, 2 episodis                         |
| 2017                 | Star Trek Continues                 | Galisti                        | Episodi: "What Ships Are For"             |
| 2019                 | DC Super Hero Girls                 | Mr. Freeze                     | Voice                                     |
| 2020                 | Star Trek: Lower Decks              | Q                              | Veu, episodi: "Veritas"                   |
| 2022–2023            | Dota: Dragon's Blood                | Lord Ritterfau                 | Veu, 2 episodis                           |
| 2022–2023            | Star Trek: Picard                   | Q                              | 8 episodis                                |
| 2024                 | Masters of the Universe Revolution  | Granamyr                       | Veu; 2 episodis                           |

### Videojocs
| Any  | Títol                                                      | Paper                           |
| ---- | ---------------------------------------------------------- | ------------------------------- |
| 1996 | Star Trek: Borg                                            | Q                               |
| 1997 | Outlaws                                                    | Matthew 'Dr. Death' Jackson     |
| 1997 | Interstate '76                                             | Antonio Malochio                |
| 1998 | Star Trek: The Game Show                                   | Q                               |
| 1998 | Interstate '76 Arsenal                                     | Antonio Malochio                |
| 1999 | Gabriel Knight 3: Blood of the Sacred, Blood of the Damned | Montreaux                       |
| 1999 | Planescape: Torment                                        | Trias the Betrayer              |
| 2000 | Star Trek: ConQuest Online                                 | Q                               |
| 2011 | Assassin's Creed: Revelations                              | William Miles                   |
| 2012 | Quantum Conundrum                                          | Professor Fitz Quadwrangle      |
| 2012 | Assassin's Creed III                                       | William Miles                   |
| 2014 | Family Guy: The Quest for Stuff                            | Q                               |
| 2015 | StarCraft II: Legacy of the Void                           | Alarak                          |
| 2015 | My Little Pony, Twilight's Kingdom Storybook App           | Discord                         |
| 2016 | Master of Orion: Conquer the Stars                         | Emperador humà                  |
| 2016 | Heroes of the Storm                                        | Alarak                          |
| 2016 | StarCraft II: Nova Covert Ops                              | Alarak                          |
| 2016 | World of Warcraft: Legion                                  | Vydhar / Morphael               |
| 2017 | XCOM 2: War of the Chosen                                  | Geist                           |
| 2018 | Payday 2                                                   | 46è President dels Estats Units |
| 2019 | Call of Duty: Black Ops 4                                  | Rushmore                        |
| 2024 | Dota 2                                                     | Ringmaster                      |